# Manuel Ledesma
Manuel Ledesma, né le 12 août 1920, à Huara, au Chili et décédé le 22 juin 2001, à Valparaíso, au Chili, est un ancien joueur chilien de basket-ball.